# José Joaquim de Oliveira de Viamonte
José Joaquim de Oliveira de Viamonte (2 de Janeiro de 1791 - 1859), 1.º Barão de Viamonte da Boavista, foi um militar português.

## Biografia
Foi Coronel de Milícias de Vila Real e ulteriormente Oficial Capitão do Exército, condecorado com as Medalhas de Três Campanhas da Guerra Peninsular, etc.
O título de 1.º Barão de Viamonte da Boavista foi-lhe concedido por Decreto de D. Maria II de Portugal de 17 de Fevereiro de 1848. Foi Fidalgo de Cota de Armas por Carta de D. Maria II de Portugal de 17 de Fevereiro de 1849 para Dias, de Oliveira, da Cunha e Fernandes, com timbre de Dias e Coroa de Barão.

## Casamento e descendência
Casou no Rio de Janeiro, Candelária, a 31 de Agosto de 1836 com Silvina Severa da Cunha Pinto (31 de Maio de 1819 - ?), filha de João da Cunha Pinto, Fidalgo da Casa Real, e de sua mulher Rosa Joaquina Baptista, da qual teve uma filha e um filho:
- Júlia Eugénia Dias de Oliveira da Cunha de Viamonte (19 de Outubro de 1837 - Outubro de 1879), casada em 1853 com Francisco António de Sousa da Silveira (Braga, 31 de Maio de 1825 - 1 de Maio de 1891), com geração, pais do 1.º Visconde de Viamonte da Silveira
- José Dias de Oliveira da Cunha de Viamonte (Porto, 2 de Janeiro de 1836/9 - Leiria, Leiria, 24 de Janeiro de 1891), 2.º Barão de Viamonte da Boavista